# Else Sparwasser
Else Sparwasser (* 14. März 1892 in Wiesbaden; † 15. Dezember 1953 in München), Pseudonym Grete Grombacher, war eine deutsche Schriftstellerin. Ihr literarisches Werk umfasst Romane und Gedichte. Schwerpunkt ist das Genre des Historischen Romans.
Sparwasser studierte Literatur- und Kunstgeschichte. Nach dem Tod ihres Mannes zog sie nach München.

## Werke
- 1919: Antony von Obbergen. Danziger Roman.
- 1924: Das Ferberblut. Roman aus Danzigs vergangenen Tagen.
- 1927: Herr Ludwig der Gestrenge. Ein Roman aus Bayerns vergangenen Tagen.
- 1931: Die Dornenkrone des Kaisers. Ein Roman aus Bayerns vergangenen Tagen.

| Personendaten    | Personendaten                 |
| ---------------- | ----------------------------- |
| NAME             | Sparwasser, Else              |
| ALTERNATIVNAMEN  | Grombacher, Grete (Pseudonym) |
| KURZBESCHREIBUNG | deutsche Schriftstellerin     |
| GEBURTSDATUM     | 14. März 1892                 |
| GEBURTSORT       | Wiesbaden                     |
| STERBEDATUM      | 15. Dezember 1953             |
| STERBEORT        | München                       |